# Penstemonia pappi
Penstemonia pappi is een vlinder uit de familie wespvlinders (Sesiidae), onderfamilie Sesiinae.
Penstemonia pappi is voor het eerst wetenschappelijk beschreven door Eichlin in 1987. De soort komt voor in het Nearctisch gebied.